# N768 (België)
De N768 is een Belgische gewestweg in de plaats Maaseik. De 1 kilometer lange route is een verbinding door het centrum heen en verbindt de N78b met de N761 en N78. De route gaat over de Eikerstraat, Markt, Hepperstraat, Hepperpoort en Heppersteenweg. Een deel van de route is ingericht als eenrichtingsverkeersweg.